# 佐治·亨利·威廉士
佐治·亨利·威廉斯（英語：George Henry Williams，1823年3月26日—1910年4月4日）是一個名來自美國新黎巴嫩的美國共和黨政治人物和法官，曾任俄勒岡州最高法院首席大法官和美國司法部長。

## 外部連結
- Geni.com上關於佐治·亨利·威廉士的資料（英文）
- . Yamhill County Circuit Court, Oregon Judicial Department. 2009  [2019-07-20]. （原始内容存档于2012-02-25）.